# مارتن اكيرز
مارتن اكيرز (بالإنجليزية: Martin Akers)‏ هو لاعب كرة قدم نيوزيلندي، ولد في 11 يوليو 1968 في إنجلترا في المملكة المتحدة. شارك مع منتخب نيوزيلندا لكرة القدم. أما مع النوادي، فقد لعب مع وولونغونغ وولفز.